# DN Galan 2014
Bauhaus-Galan 2014 byl lehkoatletický mítink, který se konal 21. srpna 2014 ve švédském městě Stockholm. Byl součástí série mítinků Diamantová liga. 

## Výsledky
- Archiv výsledků zde [1]

### Muži
| Disciplína     | 1. místo                      | 2. místo                  | 3. místo                       |
| 100 m          | Nesta Carter 9,96             | Keston Bledman 10,09      | Chijindu Ujah 10,10            |
| 800 m          | Adam Kszczot 1:45,25          | Ayanleh Souleiman 1:45,49 | Marcin Lewandowski 1:45,76     |
| 5000 m         | Muktar Edris 12:54,83         | Thomas Longosiwa 12:56,16 | Caleb Mwangangi Ndiku 12:59,17 |
| 400 m překážek | Michael Tinsley 49,60         | Javier Culson 49,84       | Jehue Gordon 50,13             |
| Skok daleký    | Godfrey Khotso Mokoena 809 cm | Ignisious Gaisah 804 cm   | Michel Tornéus 803 cm          |
| Skok o tyči    | Konstadinos Filippidis 560 cm | Piotr Lisek 560 cm        | Xue Changrui 560 cm            |
| Vrh koulí      | Reese Hoffa 21,06 m           | Tomas Walsh 20,79 m       | David Storl 20,77 m            |
| Hod oštěpem    | Antti Ruuskanen 87,24 m       | Thomas Röhler 85,12 m     | Tero Pitkämäki 84,73 m         |

### Ženy
| Disciplína      | 1. místo                           | 2. místo                        | 3. místo                           |
| 200 m           | Allyson Felixová 22,85             | Tori Bowieová 22,91             | Joanna Atkins 23,19                |
| 400 m           | Novlene Williamsová-Millsová 50,09 | Sanya Richardsová-Rossová 50,27 | Francena McCororyová 50,65         |
| 1500 m          | Jennifer Simpsonová 4:00,38        | Genzebe Dibabaová 4:01,00       | Sifan Hassanová 4:01,62            |
| 100 m překážek  | Queen Harrison 12,66               | Nia Aliová 12,96                | Dawn Harperová 12,99               |
| 3000 m překážek | Hiwot Ayalewová 9:17,04            | Habiba Ghribiová 9:18,39        | Emma Coburnová 9:20,31             |
| Skok daleký     | Tianna Bartolettaová 698 cm        | Éloyse Lesueurová 694 cm        | Ivana Španovićová 661 cm           |
| Skok do výšky   | Marija Kučinová 194 cm             | Airinė Palšytė 194 cm           | Ruth Beitiaová Ana Šimičová 190 cm |
| Hod diskem      | Sandra Perkovićová 66,74 m         | Dani Samuelsová 65,70 m         | Gia Lewis-Smallwood 65,21 m        |